# Saint-Jacques-de-Néhou
Saint-Jacques-de-Néhou – miejscowość i gmina we Francji, w regionie Normandia, w departamencie Manche.
Według danych na rok 1990 gminę zamieszkiwało 419 osób, a gęstość zaludnienia wynosiła 19 osób/km² (wśród 1815 gmin Dolnej Normandii Saint-Jacques-de-Néhou plasuje się na 494. miejscu pod względem liczby ludności, natomiast pod względem powierzchni na miejscu 93.).